# La última reserva
La última reserva (La dérniere rèserve en Francia y The last reservation en Estados Unidos), es una serie animada de televisión creada por Stéphane Piera. La serie se centra en una tribu de indios llamada "Tribu Atchoum" que por la culpa de su hechicero le envía a un mundo futuro que resulta ser una ciudad llamada "Villa Modelo"
Actualmente los derechos los lleva D'Ocon Films y Dargaud Media.

## Trama
La Última Reserva nos cuenta como un grupo de indígenas del pasado se encuentran de repente perturbados por una desafortunada ola de magia, que los transporta al más allá siglos después, en un mundo futurista, lleno de ruido, en una gran ciudad contaminada, no demasiado diferente a las nuestras de hoy en día. Y de esta manera, en el intento de volver atrás en el tiempo y haciendo todo lo posible por adaptarse, los habitantes de la Última Reserva, descubren este nuevo mundo con numerosas sorpresas, en una serie con episodios llenos de acción.

## Personajes

### Protagonistas
- Perro Loco es el más audaz de la tribu, siempre en cada capítulo anda con una aventura con sus amigos.
- Estrella Fugaz es la hermana de Perro Loco, en casi todos los capítulos le ayudaba con sus aventuras. En el capítulo 1 se enamoró del astronauta Bob.
- Bigote Murphy es el cazador, vecino de la tribu Atchoum.
- Aviso de Tormenta es el hechicero de la tribu, es muy torpe y él fue que hizo que la tribu les enviase al futuro.
- Toro Confiado  es el jefe, padre de Perro Loco y Estrella Fugaz, es un orgulloso, él es el único que no sabe que está enviado al futuro, pero al cabo de cada capítulo se acabó de enterar.
- Pie Ligero es la mujer de Toro Confiado y madre de Perro Loco y Estrella Fugaz. Es la que se encarga de hacer la comida.

### Secundarios
- Pesos Bill es el villano de la serie, su único deseo es tirar a la tribu de la azotea del edificio central de Villa Modelo, pero siempre fracasa. Cabe destacar que está arruinado.
- Racket es el amigo y ayudante de Pesos Bill, trabaja en su oficina y ayuda a trabajar en los planes de deshacerse de la tribu.

## Emisión
La emisión de Francia fue por la cadena TF1. En España se emitió por primera vez en el canal de pago Super Ñ.
Cuando Super Ñ se cambió a Kitz, la serie ya no se volvió a ver. en 2010 se emitió en la cadena Diez TV en Jaén.
En 2012 se empezó a emitir en Radio - Televisión Estepona y se dejó en mayo de 2012. Actualmente se emite en la cadena El Día Televisión
- Datos: Q3208233